# لغة العيون

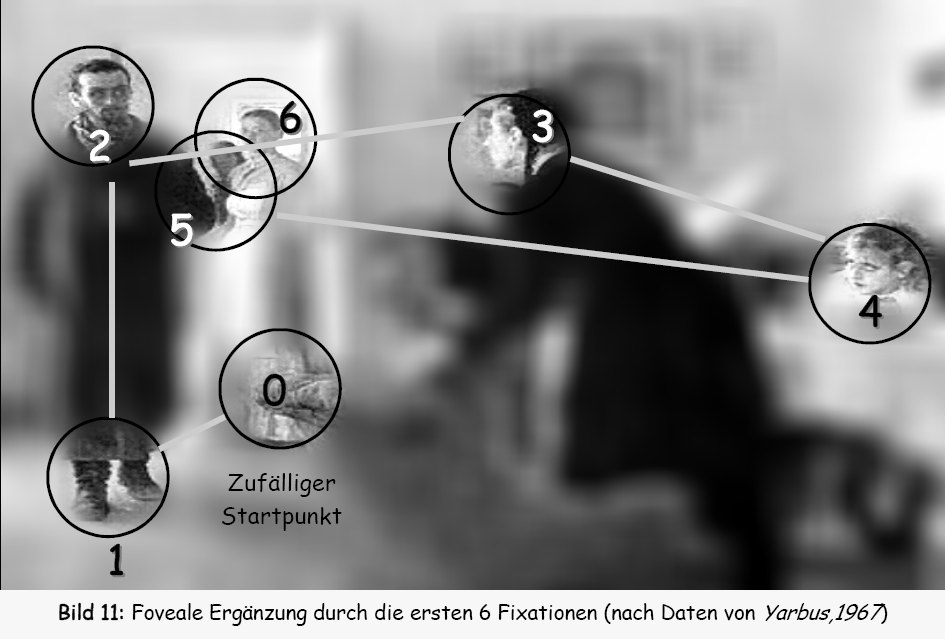
حركة العين في ثانيتين

لغة العيون. نعرف الشخص من نظرات عينه «حزنه وفرحه تفكيره» إلخ... وهذا في الأحوال العادية الطبيعية، ونعرفه في حالاته غير العادية كالهيجان وصراع اليقظة وحالات الخوف الشديد والصدمة في علم النفس من خلال الدراسة الخارجية من عينه وجسده، أو من خلال الاستبطان لاستخراج أغوار النفس وفي تحليل الشخصية لمعرفتها وفي دراسة الحالة النفسية من عينه وجسد.

## العين وأسرار النفس البشرية
نظرة العين من بين أبرز أسرار النفس البشرية، فمن خلالها نتعرف إلى العالم، ونرى فيه الجمال والقبح، ونتعرف على الآخرين ونتواصل معا، ويظهر فيها فرحنا وغضبنا ورضانا على الحال أو الأشخاص أو عدم رضانا عنهم، نستمتع من خلالها باللحظات الجميلة وننزعج من اللحظات السيئة.
يرى جون أموديو، أنه يمكن للبشر التواصل عن طريق العين، من دون حروف ولا حركات، ومن هذا تواصل المواليد حديثي الولادة الذين لا يملكون وسائل تواصل مع أمهاتهم إلا بأعينهم.
كثير من البشر لا يدرك أن هاتين الفتحتين الغائرتين في الجمجمة يوفران طاقة هائلة للتواصل والتعبير، خاصة فيما يتعلق بالأحاسيس والعواطف والمشاعر، وربما كان عدم قدرة العين على التعبير عن مكنونات النفس وأحاسيسها سببا في برودة أو انتهاء الكثير من العلاقات بين الجنسين.
ويقول جون أموديو: «الكثير منا يرغب في أن يكون مفهوما ومقدرا وفاعلا، لكن هل يستطيع الكثيرون الوصول إلى هذه الأمور بالفعل، يحدث هذا أحيانا لكن في معظم الأحيان لا يتحقق، تعبيرات عيوننا تجلب لنا الفرحة، لكنها أيضا يمكن أن تكون سببا في شعورنا بالخوف أو الحزن».
عندما ينظر الناس إليك، ماذا يحدث في داخلك؟ كيف تشعر؟ هل تتمكن من التواصل مع الآخرين من خلال نظرة العين أم لا تتمكن من ذلك؟ إنها بالنسبة للبشر أمور محيرة وربما مخيفة أو كلاهما معا؟
أن تكون متابعا من جانب الآخرين، ربما يكون أمرا محببا، ولكن هناك كثيرون يرون ذلك أمرا مروعا ومضجرا لأنه يجعل الآخرين مطلعين على خصوصياتهم أو يتدخلون في أمورهم ولا يمنحونهم الراحة والخصوصية.
«الجحيم هو الآخر» هكذا قال الفيلسوف الفرنسي جان بول سارتر، ويرجع ذلك جزئيا إلى قدرة أبصارنا على رؤية الخير في الآخرين، بينما يراك الآخرون ككائن طبيعي له سلبياته وإيجابياته، وهناك كثيرون يخشون من تحمل العبء تجاه أي تصورات سلبية محتملة يراها فيهم الآخرون.
عندما تنظر في عيني شخص آخر، هل تستطيع ملاحظة حكمه على شخصيتك؟ هل تميل إلى وضع الناس في مكان محدد من حياتك أم تترك لهم الفرصة للتعمق أكثر في حياتك وخصوصياتك.
ربما إذا مارسنا متابعة الناس والحكم على شخصياتهم بطريقة أكثر انفتاحا وباستخدام أعيننا التي لا تركز على السلبيات فقط، فإننا قد نحدث معهم تواصلا أكبر ويكون لدينا المزيد من العلاقات والأصدقاء التي ربما تستمر لفترات أطول من المعتاد.
اتصال العين، مصاحبة مع الاتصال الحسي المادي يمكن أن يصبح نوعا من الممارسة الذهنية، ويمكن أن نلاحظ تحركات المعدة أو خفقات القلب ونحن نحدق في عين الشخص، خاصة لو كان من المقربين إلينا، تلك الأمور تكون أكثر وضوحا في ملاحظة حركات من نحبهم، والذين تتبع أعيننا كل حركاتهم حتى غير الملفتة منها بما يولد شعورا لذيذا من الدفء، أو ربما الهيام.
إذا كنت من الأشخاص أقوياء الملاحظة، ربما يمكنك أن تدرك كيف يمكنك ملاحظة أمور في شريك حياتك لا تنتبه لها في أشخاص آخرين، وربما يكون هذا الأمر متكررا بقدر ما مع أصدقائك المقربين بخلاف الآخرين.
ويختم المعالج النفسي قائلا «لكن هذا لا يعني أبدا أن تستمر في التحديق في وجوه الناس وأجسادهم، بشكل يجعلهم يشعرون بالريبة من تصرفاتك، فهناك إيقاع طبيعي للنظر إلى الناس قبل أن تشيح بنظرك بعيدا».

## لغة العيون في علم الفراسة

يصف علماء النفس والباحثين العين بأنها نافذة العقل وما يدور به، وإذا استطاع الإنسان فك رموزها يستطيع معرفة ما يدور بداخل الرأس، وتعتبر منطقة العين والحواجب والجفون هي مصدر التعرف على الآخر من خلال الصور، حيث لا يمكن معرفة الشخص من خلال أي منطقة في الجسد، لكن يمكن التعرف عليه، حتى ولو كان ملثما من خلال عينه.
وهذا يؤكد أن العين أقوى عناصر الاتصال الجسدي الغير مباشر بين البشر، كما أنها أقوى أدوات لغة الجسد، ومن خلال نظرة العين تستطيع أن تتعرف على رد فعل الآخر على رسالتك سواء كان إيجابيا أو سلبيا أو محايدا أو غير مهتم، والعين هي أول مفاتيح الشخصية، بما تنقله من معاني تدور بالعقل، وتستطيع من خلال فهم هذه اللغة أن ترسل رسالات مختلفة إلى الآخر، سواء بإبداء الدهشة أو الفزع أو الرفض أو القبول وكثير من الرسالات الأخرى عن طريق استخدام هذه الإيماءات.
والتفسيرات العلمية الدقيقة والغير دقيقة هذه التفسيرات تقول أنه: 
- إذا اتسعت بؤرة العين للشخص فإن ذلك دليل على أنه سمع منك توًا شيئًا أسعده، أو أثار دهشته أعجابا أو خوفا
- فاذا اتسعت حدقة العين ولمعت دلت على حب الشخص لك وإعجابه بك.
- وإذا حدث العكس فإن ذلك يوحي بأنه لا يصدق ما تقول،
- وإذا نظر إلى أعلى فإنه يتصور مستقبل ما تقوله، أو في موقف مؤثر دلت على الحزن أو الغضب وان صاحبها يحاول أن يخفي دمعة أو يخفي مشاعره الحقيقية
- وإذا نظر لأسفل فإنه يتذكر دلائل من الماضي على ما تقول أيضا،
- وأيضا إذا نظر إلى أسفل فإنه يتحدث عن مشاعر وأحاسيس ذاتية خاصة، ويتدبر أمرا في نفسه،
- فاذا نظر إلى اسفل ثم رفع نظره اليك دل على الخجل والتواضع وان ما تقوله أكثر مما يستحقه وانه ممتن لك
- أما أذا قام المتحدث بفرك عينه أثناء الحديث فانتبه لأنه بذلك يشكك في كلامك، وعليك أن تراجع ما تحدثت به أو أن توقف الحديث أو تنتقل لموضوع آخر.
- وإذا كان المتكلم يحاول ألا تلتقي عيناه مع عيني الذي يتحدث معه فهذا معناه الشك وعدم الثقة والخوف ممن يتحدث معه.
- فإذا تحركت عيناه في اتجاهات مختلفة فهذا يعني إعجابه بإطرائك
- فاذا كانت عينا المتحدث نفسه هي التي تقوم بهذه الحركة دلت على انه متعب ولا يستطيع مواصلة الحديث معك
- فاذا تحركت عيناه إلى اليمين فإنه يريد أن يزن بعقله ما تقوله وانه يأخذ فرصة للتفكير فيه أما إذا تحركت نحو اليسار فهذا يدل على أن هذا الإنسان

مضطرب عاطفياً. 
- وعندما تثبت العينان تماما في مكانهما دلت على الانتباه الشديد لما يقال وان ما يقال يمس حياتك أو حياة محدثك مسا مباشراً.
- عندما تتحرك رموش العينين بسرعة عن معدلها الطبيعي فهذا يعني أن الإنسان الذي يقوم بهذه الحركة مضطرب جداً وان الحديث الذي يجري بينكما يسبب له مزيدا.

من الاضطراب أو هو يكشف عن شيء يريد إخفاءه.
- نظرة المراوغة تكون بصعوبة النظر إلى عيون الآخرين ويفضلون النظر إلى أقدامهم أو التحديق في أي شيء اخر حتى يتفادوا الالتقاء بعيون محدثهم وعادة ما

يكون هؤلاء من المراوغين أو الذين يتمتعون بالخجل الفطري وهؤلاء يسببون لأنفسهم ولغيرهم مشاكل لا تحصى بسبب هذا الخجل 
- النظرة الشاردة قد تكون من الشخص المتكبر جدا أو المتعجرف وهو من ذوي النظرة البعيدة
- النظرة الغاضبة القوية تنعكس عادة ظاهرة الغضب في العينين تؤكدها حركة غير شعورية من الفم بإطباقه شديدة على الفك والشفتين وهي نظرة تتسم عادة

بالضراوة والوميض القاسي أو السخط والكراهية الشديدة وأصحاب هذه النظرة عادة يتعرضون لحوادث مفاجئة مثل الثوار المحترفين وكثير منهم يتميزون بعيون تعبر عن ازدراء وعدم الاحتمال.

## قراءة العين في لغة الجسد
قراءة العين يمكن أن تعطيك أدق المعلومات عن الآخرين، لأن التلاميذ تعمل بشكل مستقل عن سيطرة واعية. قوة أعين لا يمكن إنكارها - هناك عيون حزينة، عيون سعيدة، غاضبة العينين، عيون خارقة، وحتى العينين في غرفة نوم، (العيون التي تشير إلى أننا اثار جنسيا). والقدرة على القراءة العين موجودة بوضوح في كل واحد منا، على الرغم من أنه ليس من الواضح بالضبط كيف نفعل ذلك. عندما نجتمع شخص للمرة الأولى، ونحن نصدر سلسلة من الأحكام السريعة على أساس ما نراه في عيون الشخص الآخر.

## وصلات خارجية
- كتابي
- لغة العين